# John Lindroth
Pour les articles homonymes, voir Lindroth.
John Erik « Joppe » Lindroth (né le 11 février 1906 à Borgå et décédé le 12 août 1974) est un athlète finlandais spécialiste du saut à la perche. 

## Biographie

### Palmarès
| Date | Compétition           | Lieu  | Résultat | Performance |
| ---- | --------------------- | ----- | -------- | ----------- |
| 1934 | Championnats d'Europe | Turin | 3e       | 3,90 m      |

### Records
| Épreuve          | Performance | Lieu     | Date         |
| ---------------- | ----------- | -------- | ------------ |
| Saut à la perche | 4,03 m      | Helsinki | 16 août 1931 |